# Nishan Randhawa
Nishan Preet Singh Randhawa (ur. 5 grudnia 1997) – kanadyjski zapaśnik walczący w stylu wolnym. Zajął 22. miejsce na mistrzostwach świata w 2021 roku.
Brązowy medalista igrzysk panamerykańskich w 2023, a także mistrzostw panamerykańskich w 2017, 2023 i 2025. Wygrał igrzyska wspólnoty narodów w 2022. Trzeci na MŚ juniorów w 2015. Mistrz panamerykański juniorów w 2016 i 2017 roku.